# Olam Haba
Olam Haba of Komende Wereld (עולם הבא in Hebreeuws) is een begrip uit de joodse eschatologie en duidt de hemelse wereld aan na de bevrijding door de Messias. Vergelijkbare benamingen zijn Gan Eden (de Tuin/Hof van Eden), Paradijs en Koninkrijk van God. Met een lidwoord ervoor wordt het HaOlam Haba ('de' Komende Wereld).  
Het begrip staat tegenover Olam Hazè dat de Huidige Wereld aanduidt, en Gehinnom of Gehenna voor een plaats van straf na de dood, vaak voorgesteld als een kwelling van één jaar voor de onrechtvaardigen. De term 'Olam Haba' komt niet voor in de Hebreeuwse Bijbel, maar is in de eerste eeuw vóór Christus ontwikkeld, waarna bijvoorbeeld Jezus  volgens de christelijke evangeliën deze term gebruikt (in het Grieks αἰών (aiṓn, "tijdperk, wereld”) + -ιος (-ios, uitgang)).

## Verwachte elementen
In de eerste eeuw na Chr. werd het binnen het rabbijnse jodendom gebruikelijk om zich de volgende gebeurtenissen voor te stellen in de Olam Haba, of de overgang naar deze periode:
- God bevrijdt zijn volk uit de hedendaagse ballingschap en leidt hen in een nieuwe Exodus terug naar het land Israël
- God herstelt het koninklijke huis van David en de tempel in Jeruzalem
- God wijst een nakomeling uit Davids huis aan, de Messias, om het Joodse volk te leiden
- Alle volken erkennen dat God koning is en verzamelen zich bij de berg Zion
- God laat de doden opstaan en oordeelt hen (waarbij de onrechtvaardigen een jaar in de Gehenna moeten verblijven)
- God schept een vernieuwde hemel en aarde